# Callow Hill
Callow Hill är en by i Worcestershire i England. Byn är belägen 22 km 
från Worcester. Orten har 952 invånare (2016).